# Drosanthemum hermannii
Drosanthemum hermannii là một loài thực vật có hoa trong họ Phiên hạnh. Loài này được (Pax ex Engl.) Schwantes mô tả khoa học đầu tiên năm 1927.